# Libro di Giona
Il Libro di Giona (in ebraico יונה‎?, yonàh; in greco antico: Ιωνάς?, Ionás; in latino Ionas) è un testo contenuto nella Bibbia ebraica (Tanakh) e cristiana.
È scritto in ebraico e, secondo l'ipotesi maggiormente condivisa dagli studiosi, la redazione definitiva del libro è avvenuta in Giudea dopo l'Esilio di Babilonia (circa 530-500 a.C.).
È composto da soli 4 capitoli e descrive la predicazione del profeta Giona a Ninive ambientata nell'VIII secolo a.C., sottolineando l'invito alla conversione per tutti i popoli, non solo gli Ebrei.

## Generalità
Per la sua brevità il libro Giona è stato inserito tra i cosiddetti profeti minori; ma, più che della effettiva messa per iscritto della predicazione di un profeta, come avviene per Isaia, Geremia e per tutti gli altri profeti maggiori e minori, si tratta di una sorta di "racconto esemplare" come quelli di Tobia e Giuditta, catalogati invece tra i libri storici dell'Antico Testamento. Si pensa che sia stato scritto molto tempo dopo l'epoca a cui si riferisce, in ambiente postesilico.

## Contenuto
Nel capitolo 1 la Parola del Signore è rivolta a Giona, figlio di Amittai, e gli viene comandato di andare a predicare a Ninive, la Grande Città. Giona invece fugge a Tarsis via nave (di questo luogo si dirà più avanti). Ma la nave è investita da un temporale e rischia di colare a picco per la violenza delle onde. Giona allora ritrova improvvisamente il proprio coraggio e svela ai compagni di viaggio che la colpa dell'ira divina è sua, poiché ha rifiutato di obbedire a JHWH; perché la nave sia salva, egli deve essere gettato in mare.
Nel capitolo 2, Giona fu gettato in mare, ma "un grosso pesce" lo inghiottì. Dal ventre del pesce, dove rimane tre giorni e tre notti, Giona rivolge a Dio un'intensa preghiera, che ricorda uno dei Salmi. Allora, dietro comando divino, il pesce vomita Giona sulla spiaggia.
Nel capitolo 3, Giona ottempera la sua missione e va a predicare ai niniviti. Questi, contro ogni aspettativa, gli credono, proclamano un digiuno, si vestono di sacco e Dio decide di risparmiare la città. Ma qui riemerge l'istinto ribelle di Giona: lui non è contento del perdono divino, voleva la punizione della città di Ninive. Così si siede davanti alla città e chiede a Dio di farlo morire.
Nel capitolo 4, il Signore fa spuntare un ricino sopra la sua testa per apportargli ombra, ed egli se ne rallegra. Ma all'alba del giorno dopo un verme rode il ricino che muore, il sole e il vento caldo flagellano Giona, che invoca di nuovo la morte. Allora l'autore riporta le parole di Dio, divenute celeberrime:

## Elementi di significato

### Tarsis
Tarsis appare nella Bibbia (Genesi 10,4) come il terzo figlio di Javan, a sua volta quartogenito di Jafet, figlio di Noè: è la cosiddetta Tavola delle Genti, i cui protagonisti non sono nomi di persona ma indicazioni geografiche. Javan ricorda la Ionia, una delle regioni storiche della Grecia, ed i suoi figli, oltre a Tarsis, sono Elisa (ricorda Ellenia, cioè la Grecia stessa), gli abitanti di Cipro (Chittim) e quelli di Rodi (Rodanim).
Tarsis è stato identificato con la città di Tartesso, fiorente centro mercantile conquistato dai Cartaginesi nel 553 a.C., posto alla foce del Guadalquivir sulla costa atlantica della Spagna, e da alcuni identificato con la mitica Atlantide. Poiché si trovava al di fuori delle famose Colonne d'Ercole, è evidente che esso rappresentava la più occidentale tra tutte le città conosciute dagli Ebrei, e quindi il messaggio dell'autore biblico è evidente: Dio ordina a Giona di andare verso oriente, a Ninive, ed invece lui fugge all'estremo occidente!

### Il pesce

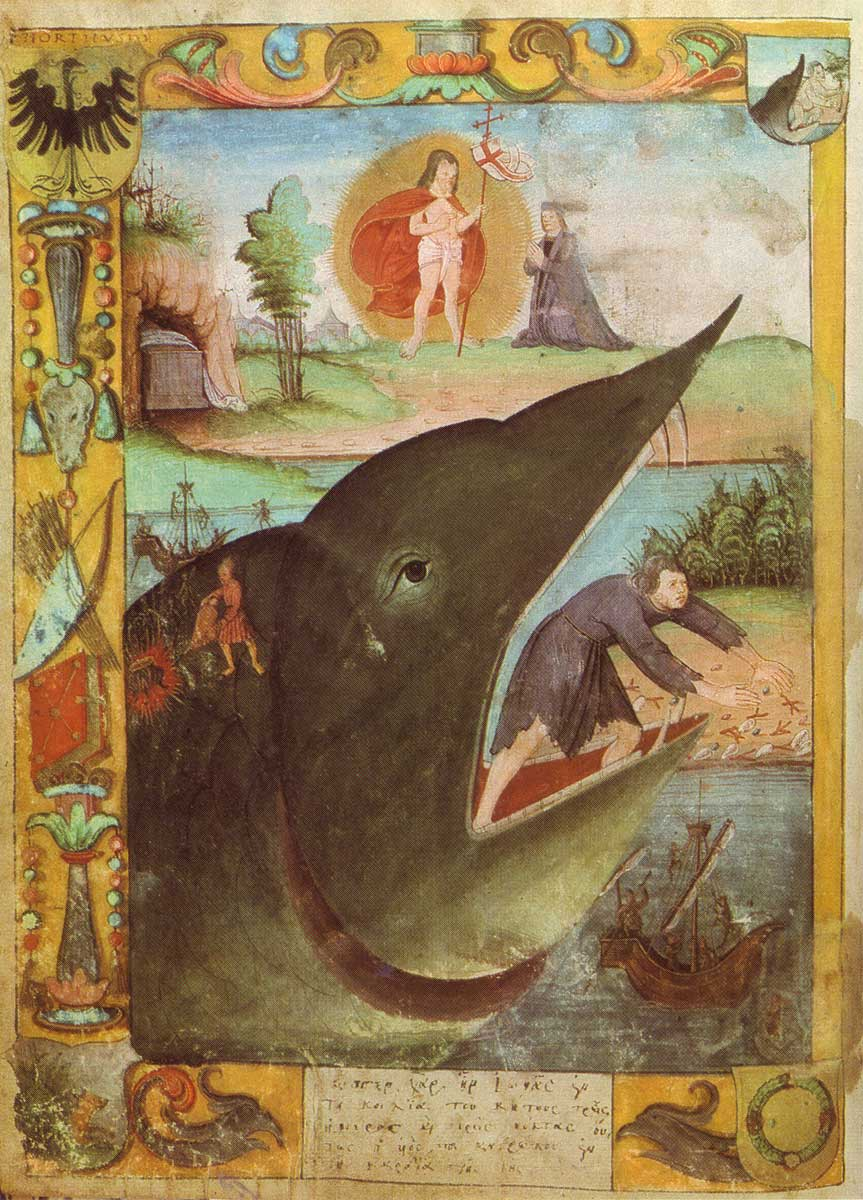
Giona fuoriesce dal ventre della balena - Miniatura tedesca del Medioevo

Quando il libro di Giona parla di un grande pesce, più che ad una balena o a uno squalo bianco (come ipotizzato da alcuni), presumibilmente l'autore biblico pensa ad uno dei mostri marini primordiali citati nel libro di Giobbe, simboli del caos. Nel racconto esso rappresenta da un lato l'ineluttibilità della volontà divina (il pesce verosimilmente scodella Giona nei pressi del punto di partenza) e dall'altro l'abisso in cui Giona era sprofondato con la sua disobbedienza. Ad ogni modo, quest'immagine ha conosciuto una fortuna incredibile nella letteratura. Tra gli altri viene ripresa:
- da Ludovico Ariosto nei suoi Cinque Canti, aggiunti e poi espunti dall'Orlando furioso, dove a finire nel ventre di una balena è Astolfo;
- dal Barone di Münchhausen di Rudolf Erich Raspe, che ne fa una delle sue vanterie più famose (a tirarlo fuori dal pesce sono alcuni pescatori);
- naturalmente, da Carlo Collodi nel suo immortale Pinocchio, anch'egli emulo dell'antico Giona, nel ventre del pescecane;
- Jona che visse nella balena, film di Roberto Faenza del 1993, racconta le disavventure di un bambino nell'orrore dei campi di sterminio nazisti, ai quali sopravvive ma in cui perde padre e madre.

### «Tre giorni di cammino»
Quest'espressione indica le dimensioni di Ninive ed è una chiara iperbole. Infatti nel libro dell'Esodo il "cammino di tre giorni" è quello necessario per uscire dall'Egitto e compiere un pellegrinaggio nel deserto ed offrire sacrifici al Signore (Esodo 5,3). Dopo tre giorni di cammino, inoltre, dopo il passaggio del Mar Rosso il popolo eletto raggiunge Mara (Esodo 15,23), luogo dove si manifesta la Misericordia di Dio, a cui evidentemente vuole alludere l'autore del libro di Giona.

### La destra e la sinistra
L'espressione non saper distinguere la destra dalla sinistra si trova solo nel libro di Giona. È abbastanza evidente che essa equivale a non saper distinguere il Bene e il Male, espressione con cui nel Deuteronomio sono caratterizzati i bambini 1,39. Nella città, quindi, ci sono oltre centoventimila bambini innocenti e innumerevoli animali, della cui salvezza Iddio si preoccupa. Gli stessi niniviti, inoltre, possono essere considerati come dei bambini che non hanno ancora conosciuto la Parola di Dio.

### Livelli di interpretazione
Chiaro appare il messaggio del libro di Giona, al di là del linguaggio metaforico usato dall'autore. Esso intende sostenere con entusiasmo l'apertura universalistica che stava avvenendo in alcuni ambienti del giudaismo postesilico, soprattutto nell'ambito della diaspora ebraica nell'intero ecumene. Se, da un lato, non mancavano correnti inclini alla chiusura a riccio dell'Ebraismo contro ogni infiltrazione ideologica dall'esterno, ben testimoniate dai libri di Esdra e Neemia, d'altra parte si avvertiva da più parti l'esigenza di un impegno missionario verso i Gentili.
Ninive era un chiaro simbolo di oppressione per Israele, avendo distrutto e deportato il Regno del Nord; eppure a Giona, che qui rappresenta il rifiuto di questa nuova politica, è chiesto di invitare alla conversione proprio quella città. Dopo che egli ha accettato a malincuore di farlo, il suo rifiuto della decisione divina di risparmiare la città spiega assai bene i motivi della fuga nella direzione opposta. Giona non si rassegna ad accettare un Dio misericordioso, preferendogli il Dio del giudizio inesorabile, soprattutto contro un impero tanto odioso come quello assiro. Al suo sfogo, che rasenta la bestemmia, Iddio risponde con la parabola del ricino, il cui significato è altrettanto chiaro. Noi tutti siamo pronti a preoccuparci per le piccole cose della vita; perché Dio non dovrebbe preoccuparsi altrettanto dell'intera umanità, anche quella peccatrice e pagana, affinché possa essere salvata essa pure?

## Storicità
La maggioranza dei biblisti, esegeti e storici moderni ritiene che il Libro di Giona sia privo di storicità. Sebbene la storia di Giona sia ambientata nel IX secolo a.C., il libro fu scritto secoli dopo, quando la Giudea era sotto il controllo dell'Impero Achemenide. L'ebraico in cui è composta l'opera mostra forti influenze aramaiche e le pratiche culturali in esso descritte corrispondono a quelle dei Persiani Achemenidi. La natura di "parabola" del Libro di Giona è ulteriormente confermata da molti dettagli storicamente poco verosimili. Secondo gli storici, infatti, nel IX secolo a.C. Ninive non era la capitale dell'Assiria e perciò non esisteva alcun re di Ninive. Gli assiri, poi, erano caratterizzati da una politica religiosa di imposizione violenta delle proprie credenze e perciò si può escludere che un profeta d'Israele sia stato lasciato libero di predicare per tre giorni in una città assira nel nome di un dio straniero.  Ancor meno verosimile è, ovviamente, la permanenza per tre giorni nel ventre di un pesce, di cui già nel Vangelo di Matteo e nel Vangelo di Luca si dà un'interpretazione simbolica. Secondo James Bejon il racconto è articolato seguendo una descrizione allegorica delle vicende del popolo di Israele, in cui il soggiorno di Giona nella balena corrisponderebbe all'esilio babilonese.
Sebbene il Libro sia considerato privo di storicità, Giona potrebbe essere stato un profeta storico, dato che un profeta con tale nome è menzionato nel Secondo Libro dei Re.